# 卖鬼
卖鬼，也称傻鬼，是中国的妖怪故事，是传说里被人欺骗或出卖了的鬼，有的鬼被人欺骗然后被卖掉。

## 《耳食录》
在《耳食录》的田卖鬼一篇有关于这类记载。讲的是有个叫田乙的，不光不怕鬼，还能降伏鬼，所以就以卖鬼为业。衣食之需和照顾妻子孩子的收入，都靠卖鬼所得。有一次遇到一个肩高背曲，头大如轮的鬼怪。且该鬼怪还体温很冷，田乙抱他感觉像抱到冰块。会把头变到十几个多的戏法，该鬼怪喜欢女人的头发但是怕男人的鼻涕。在水木茂的《中国妖怪事典》，里面此鬼怪被记作“家鸭之怪（家鴨の怪/あひるのかい）”且该鬼怪在故事也确实化为鸭。

## 《菽園雜記》
明代的《菽園雜記》，有曾孟源遇到鬼後，鬼变化為棺材板,于是曾孟源将其抱到附近人家,借火把他烧了的故事。 

## 《搜神记》
在《搜神记》里，记载宋定伯也有在知道鬼害怕口水的弱点后，对鬼吐口水，鬼抵抗不了就化为羊，然后宋定伯把鬼卖了的故事。 

## 参看
- 中国妖怪列表
- 鬼故事